# DTAC
Total Access Communication Public Company Limited, allmänt känt som DTAC, är en thailändsk leverantör av telekommunikationstjänster, såsom mobil och samt datatjänster. DTAC är Thailands tredje största GSM-operatör efter AIS och True, och ägs till 65% av norska Telenor, något som syns genom att de använder samma logotyp.

## Tjänster och täckning
År 2009 hade DTAC 23,2 miljoner abonnenter och en marknadsandel på cirka 30 procent. DTAC hävdar att de, efter sin huvudsakliga konkurrent AIS, har den bredaste rikstäckande täckningen, med mer än 13.000 basstationer installerade (2016) vilka sänds över 850 MHz, 1800 MHz och 2100 MHz banden. Sedan 2013 erbjuder DTAC både EDGE och 3G-tjänster genom sitt varumärke DTAC Happy, vilket finns tillgängligt både som abonnemang och kontantkort. DTAC har internationella roamingavtal med 147 länder. Sedan 2014 erbjuder DTAC 4G LTE i Bangkok, där 1800 MHz och 2100 MHz-banden används för tjänsten, vilket sedan utgången av 2016 är rikstäckande.

## Dotterbolag
DTAC koncernen omfattar följande dotterbolag:
- DTAC TriNet, opererar på 2100 MHz 3G och 4G.
- DTAC Phone, fasttelefoni.

## Konkurrenter
- AIS
- my by CAT
- TOT3G
- True Move (tidigare Orange)
- TrueMove H

### Översättning
Den här artikeln är helt eller delvis baserad på material från engelskspråkiga Wikipedia, DTAC, 27 augusti 2018.